# Fanbyn
Fanbyn est une localité de la commune de Sundsvall dans le comté de Västernorrland en Suède.
Sa population était de 584 habitants en 2018.